# España en los Juegos Olímpicos de Calgary 1988
España estuvo representada en los Juegos Olímpicos de Calgary 1988 por una delegación de 12 deportistas (7 hombres y 5 mujeres) que participaron en 5 deportes: esquí alpino, esquí de fondo, luge, patinaje artístico y saltos en esquí). La portadora de la bandera en la ceremonia de apertura fue la esquiadora Ainhoa Ibarra Astelarra.
Responsable del equipo olímpico fue el Comité Olímpico Español (COE). El equipo nacional no obtuvo ninguna medalla. La participación más notable estuvo a cargo de la esquiadora Blanca Fernández Ochoa, que obtuvo el quinto puesto en la prueba de eslalon, consiguiendo así un diploma olímpico. 

## Diplomas olímpicos
En total se consiguió un diploma olímpico de quinto puesto.
| Nombre                 | Deporte      | Competición | Fecha         |
| ---------------------- | ------------ | ----------- | ------------- |
| 5.°                    |              |             |               |
| Blanca Fernández Ochoa | Esquí alpino | Eslalon     | 26 de febrero |